# Vøringsfossen
Les Vøringsfossen són unes cascades provocades pel riu Bjoreio i situades a mig camí entre Bergen i Oslo, prop de l'altiplà de Hardangervidda, al comtat de Hordaland, Noruega. És una de les principals atraccions turístiques de la zona amb les espectaculars caigudes de més de 180 metres que les fa ser les més altes de Noruega. En dies assolellats, l'arc de Sant Martí hi és sempre present. És potser la més famosa del país i és una important atracció turística de Hardangervidda.
El nom Vøringsfossen (en nòrdic antic Vyrðingr) es deriva del verb vyrða (en català: estimar). L'últim element de fossen, la forma finita de foss (cascada), és una addició posterior. Més enllà, les aigües s'obren pas per la vall de Måbødalen, al costat d'una carretera plena de curiosos túnels, on també s'hi troba un hotel.